# Tour Championship 2023 (snooker)
De Tour Championship 2023 was een professioneel snookertoernooi dat plaatsvond van 27 maart tot en met 2 april. De wedstrijden werden gespeeld in de Bonus Arena, gelegen in het Engelse Hull. De acht beste spelers van het seizoen van 2022/23 mochten meedoen aan dit toernooi. Alle wedstrijden bestonden uit een maximum van 19 frames.
Titelverdediger was Neil Robertson. In de vorige editie wist hij John Higgins te verslaan met 10-9. Beide spelers waren dit toernooi niet aanwezig.
Shaun Murphy won dit toernooi door in de finale Kyren Wilson te verslaan met 10-7. De wedstrijd begon met een 4-0 voorsprong van Wilson. Als volgt haalde Murphy de volgende vier frames binnen. Tot de 6-6 ging het gelijk op. Van de laatste vijf gespeelde frames won Murphy er vier en versloeg Wilson zodoende met 10-7. 
De hoogste break werd gemaakt door Ryan Day. In de wedstrijd tegen Mark Selby maakte hij een maximumbreak. Dit was de derde in zijn professionele carrière.

## Deelnemers
| Seed | Speler         | Punten 22/23 |
| ---- | -------------- | ------------ |
| 1    | Mark Allen     | 530,500      |
| 2    | Shaun Murphy   | 240,000      |
| 3    | Mark Selby     | 215,500      |
| 4    | Ali Carter     | 203,500      |
| 5    | Kyren Wilson   | 179,000      |
| 6    | Ryan Day       | 159,000      |
| 7    | Robert Milkins | 157,500      |
| 8    | Ding Junhui    | 140,500      |

## Prijzengeld
Het totale prijzengeld bedroeg £380,000. Onderstaand tabel geeft weer wat de exacte bedragen waren.
| Positie (aantal)  | Geld     |
| ----------------- | -------- |
| Winnaar (1)       | £150,000 |
| Runner-up (1)     | £60,000  |
| Halvefinalist (2) | £40,000  |
| Kwartfinalist (4) | £20,000  |
| Hoogste break     | £10,000  |
|                   |          |
| Totaal            | £380,000 |

## Schema[3]
|  | Kwartfinale    | Kwartfinale  |              |    | Halve finale | Halve finale |  |  | Finale | Finale |
|  |                |              |              |    |              |              |  |  |        |        |
|  |                |              |              |    |              |              |  |  |        |        |
|  |                |              |              |    |              |              |  |  |        |        |
|  |                |              |              |    |              |              |  |  |        |        |
|  | Mark Allen     | 5            |              |    |              |              |  |  |        |        |
|  | Mark Allen     | 5            |              |    |              |              |  |  |        |        |
|  | Ding Junhui    | 10           |              |    |              |              |  |  |        |        |
|  | Ding Junhui    | 10           | Ding Junhui  | 5  |              |              |  |  |        |        |
|  |                |              | Ding Junhui  | 5  |              |              |  |  |        |        |
|  |                | Kyren Wilson | 10           |    |              |              |  |  |        |        |
|  | Ali Carter     | Kyren Wilson | 10           | 4  |              |              |  |  |        |        |
|  | Ali Carter     |              |              | 4  |              |              |  |  |        |        |
|  | Kyren Wilson   | 10           |              |    |              |              |  |  |        |        |
|  | Kyren Wilson   | 10           | Kyren Wilson | 7  |              |              |  |  |        |        |
|  |                |              | Kyren Wilson | 7  |              |              |  |  |        |        |
|  |                | Shaun Murphy | 10           |    |              |              |  |  |        |        |
|  | Mark Selby     | Shaun Murphy | 10           | 10 |              |              |  |  |        |        |
|  | Mark Selby     |              |              | 10 |              |              |  |  |        |        |
|  | Ryan Day       | 7            |              |    |              |              |  |  |        |        |
|  | Ryan Day       | 7            | Mark Selby   | 9  |              |              |  |  |        |        |
|  |                |              | Mark Selby   | 9  |              |              |  |  |        |        |
|  |                | Shaun Murphy | 10           |    |              |              |  |  |        |        |
|  | Shaun Murphy   | Shaun Murphy | 10           | 10 |              |              |  |  |        |        |
|  | Shaun Murphy   |              |              | 10 |              |              |  |  |        |        |
|  | Robert Milkins | 8            |              |    |              |              |  |  |        |        |
|  | Robert Milkins | 8            |              |    |              |              |  |  |        |        |

## Century breaks[4](22)
| Speler           | Aantal centuries | Scores                                      |
| ---------------- | ---------------- | ------------------------------------------- |
| Kyren Wilson (3) | 9                | 137, 130, 118, 115, 111, 108, 107, 103, 100 |
| Shaun Murphy (3) | 5                | 131, 128, 115, 106, 100                     |
| Mark Selby (2)   | 3                | 132, 131, 106                               |
| Ryan Day (1)     | 2                | 147, 139                                    |
| Ding Junhui (2)  | 2                | 116, 113                                    |
| Ali Carter (1)   | 1                | 131                                         |

(het aantal gespeelde wedstrijden) 